# Libellula nodisticta
Libellula nodisticta ist eine Libellen-Art der Gattung Libellula aus der Unterfamilie Libellulinae. Ihr Verbreitungsgebiet erstreckt sich westlich der Rocky Mountains in den USA und südlich bis Mexiko.

## Merkmale

### Bau der Imago
Das Tier erreicht eine Länge von 46 bis 52 Millimetern, wobei 32 bis 35 Millimeter davon auf das Abdomen entfallen. Das Gesicht der L. nodistica ist gelb mit schwarzen Querstreifen. Die Stirn hingegen ist einheitlich schwarz und zerfurcht. Der Thorax ist braun und hat in der Mitte einen helleren Streifen, der mit dem Alter verschwindet. Auf den Seiten des Thorax befindet sich viel Schwarz und vier gelbe Punkte. 
Die Hinterflügel erreichen eine Länge von 37 bis 42 Millimetern und weisen am Ansatz einen sich bis zum Flügeldreieck ausdehnenden braunen Streifen auf. Der Bereich um diesen Streifen wird mit dem Alter silbrig. Am Nodus befindet sich ein weiterer kleinerer Fleck. Die Flügeladerung, das Pterostigma sowie die Beine sind schwarz.
Das Abdomen ist braun oder schwarz und wird mit dem Alter dunkler. Auf der Seite des Abdomens findet sich ein hellerer, öfters unterbrochener schwarzer Streifen. Die Thoraxvorderseite wie das Abdomen werden bei Männchen mit dem Alter silbrig.
Die Hinterleibsanhänge sind schwarz.

### Bau der Larve
Die Larven besitzen zentral im Gesicht sitzende Augen und haben ein langes, sich zum Ende hin verjüngendes Abdomen. Der Rand des unpaaren Vorderteils des Labium, das sogenannte Prämentum ist glatt.

## Ähnliche Arten
Leicht mit L. nodistica zu verwechseln ist vor allem L. vibrans, die aber etwas größer ist, ein weißes Gesicht hat und deren Flügelmuster dunkler ist. Und auch Cannaphila insularis hat ein helleres Gesicht zudem sind die Ansätze der Hinterflügel deutlich verjüngt.